# Sablayan
Sablayan es un municipio de primera clase situado en la provincia de Mindoro Occidental, en Filipinas. 
Con una extensión superficial de 2.188,80 km², tiene una población de 76.153 personas que habitan en 15.656 hogares.
Su alcalde es Eduardo B. Gadiano.
Para las elecciones a la Cámara de Representantes está encuadrado en Único Distrito Electoral de esta provincia.

## Geografía
El municipio de Sablayán  se encuentra situado en  la contra-costa de parte central de la isla de Mindoro.
Su término linda al noroeste con el municipio de Santa Cruz; al norte  y al este  con la provincia de Mindoro Oriental,  municipios de Baco, Nauján, Victoria, Pinamalayán, Gloria, Bansud, Bongabong y Mansalay; al sur con el municipio de Calintaán; y al oeste con el Mar de la China Meridional  en el  estrecho de Mindoro.
A la bahía  de Pandán dan frente los barrios de Santo Niño, Buenavista y Población, mientras que a la de Dugoón lo hacen San Nicilás y Ligaya.
En el estrecho de Mindoro frente a la costa de esta provincia se encuentra el Parque natural del Arrecife de Apo (Apo Reef Natural Park ARNP),  con sus 34 km², es el  arrecife de coral de mayor superficie de Filipinas y el segundo a nivel mundial. Tiene la consideración de Bien natural que en 2006 fue propuesto a la UNESCO para formar parte del Patrimonio de la Humanidad.

## Historia
El nombre de Sablayan deriva del término Sablay en lengua Bisaya, que significa, confluencia de olas. Originariamente la ciudad se encontraba situada en la confluencia de las olas de los mares del Norte y del Sur de la China, de ahí su nombre.
Sus primeros habitantes eran mangyanes de origen malayo, a los que se unieron nativos de otras islas que llegaron con el establecimiento de los españoles en la isla. Los piratas musulmanes arrasaron la ciudad en varias ocasiones, llevándose como esclavos a muchos de sus habitantes.
En 1850 formaban parte de la provincia de Mindoro compartiendo jurisdicción civil y eclesiástica con el de Irirum.

"...visita del pueblo de Irirum en la isla y provincia de Mindoro, arzobispado de Manila; situado en los 124° 30' 54" longitud 12° 45' 50" latitud en la costa occidental de la isla; en terreno llano y clima templado, tiene unas 150 casas, la de comunidad, una escuela de instrucción primaria y una iglesia servida por un cura regular. Al Este de esta visita el terreno es elevado, y montuoso al Noroeste: hállase unas 5 leguas al Norte de su matriz ... (produce) ...  arroz en poca cantidad y algunas frutas y legumbres, POBLACIÓN 846 almas, tributos 227..."
Felipe M. de Govantes.

Durante la guerra Filipino-Americana, la ciudad fue incendiada por los norteamericanos en 1903. Tal fue el destrozo que tuvieron que transcurrir varios años para que la ciudad fuese reconstruida.
El 13 de junio de 1950, la provincia de Mindoro se divide en dos porciones: Oriental y  Occidental.
La   provincia Occidental comprendía los siguientes ocho municipios: Abra de Ilog, Looc, Lubang, Mamburao, Paluán, Sablayán, San Jose y Santa Cruz.

## Barrios
El municipio  de Calintaán se divide, a los efectos administrativos, en 22 barangayes o barrios, conforme a la siguiente relación:
| - Batong Buhay - Buenavista - Burgos - Claudio Salgado - General Emilio Aguinaldo | - Ibud - Ilvita - Ligaya - Población (Lumangbayán) - Paetan | - Pag-Asa - San Agustín - San Francisco - San Nicolás - San Vicente | - Santa Lucía - Santo Niño - Tagumpay - Victoria - Lagnas | - Malisbong - Tubán |

Todos los barrios son rurales excepto tres, Buenavista (8.758 habitantes),  Lumangbayán (6.741 habitantes) y Santo Niño (5.064 habitantes) que lo son urbanos.